# Marash Kumbulla
Marash Nikolin Kumbulla, (Peschiera del Garda, 2000. február 8. –) albán válogatott labdarúgó, az AS Roma hátvédje.

## Pályafutása

### Klubcsapatokban
Kumbulla az olaszországi Peschiera del Garda városában született, 2008 és 2018 között a Hellas Verona akadémiáján nevelkedett. A veronai csapat színeiben egy 2018. december 27-i AS Cittadella elleni mérkőzésen mutatkozott be a Serie B-ben. A Serie A-ban 2019. augusztus 25-én debütált egy Bologna elleni mérkőzésen. A 2020–2021-es idényben előbb kölcsönben szerepelt az AS Roma csapatánál, majd 2021 nyarán végleg szerződtette őt a veronaiaktól a római csapat. A 2021–2022-es szezonban az AS Roma csapatával UEFA Európa Konferencia Liga-győztes lett.

### Válogatott
Kumbulla 2019. október 14-én mutatkozott be az albán labdarúgó-válogatottban egy Moldova elleni mérkőzésen. 

## Sikerei, díjai
- AS Roma
  - UEFA Konferencia Liga: 2021–2022